# 经训书院
经训书院，清代江西古书院，旧址先后曾在南昌市城区内的系马桩和干家巷。清朝道光年间，江西按察使刘体重希望在南昌创建一所以明经学为宗旨的新式书院，命名为“经训”，并且倡导省内各府县给予资助，然而书院尚未成，刘被调任湖北布政使。但是他的理念得到了继任者温予巽的支持，又在温的积极推动下，书院于道光二十三年（1843年）建成。
经过几年的发展，书院就发展的颇具规模，从学的士子甚众。当时院内有讲堂，建有先儒祠，用来供奉历代名儒；有一山长厅屋两进，诸生宿舍有四十间。
经训书院首聘黄爵滋为山长，以经学为教学内容，德安李退生、新建万良等皆曾主书院讲席。
光绪十八年（1892年），江西学政龙湛霖聘请主张维新的学者、经学家皮锡瑞为山长，以教授经史辞章为主，不再教授老式八股，倡导实事求是、独立严谨的治学态度。一时间经训书院声名远播，汇聚了一大批高才隽秀。然而，皮锡瑞与经训书院所倡导的治学理念，与旧派的豫章书院及南昌城内的官绅们产生了不可调和的矛盾。豫章、经训两书院，也开始了从学术思想到政治态度上的争论与对抗。最终，书院的山长皮锡瑞遭到了政府的惩处。
清朝末年，经训书院改为实业学堂，原址在现南昌八中内。